# Statik
Statik è un videogioco in realtà virtuale di genere rompicapo del 2017 sviluppato da Tarsier Studios in esclusiva per il PlayStation VR.

## Trama
Il Dr. Ingen con la sua assistente Edith stanno studiando la mente umana e per farlo hanno una cavia, gli studi sono concentrati sulle sue abilità ad osservare lo spazio intorno a lui e a risolvere enigmi.

## Modalità di gioco
Il giocatore impersonifica una cavia, si ritrova seduto su una sedia con le mani bloccate all'interno di uno strano dispositivo che alla pressione dei tasti del DualShock avrà delle reazioni diverse, il giocatore dovrà risolvere tutti i rompicapo presenti nel dispositivo aiutandosi con l'ambiente circostante che contiene degli indizi che portano alla soluzione, ogni livello ha un dispositivo e una stanza diversa, ogni dispositivo permette di fare cose diverse, come controllare una macchinina telecomandata dotata di telecamera oppure semplicemente ascoltare una audiocassetta.
Il gioco possiede anche una modalità in cooperativa che permette di poter giocare in due giocatori sulla stessa PlayStation 4, il secondo giocatore non utilizza il PlayStation VR ma avrà a disposizione il proprio smartphone che se collegato alla PlayStation 4 tramite il secondo schermo della PlayStation App potrà avere degli indizi che potranno aiutare il giocatore che utilizza il visore.

## Accoglienza
Il gioco è stato accolto molto bene dalla critica Italiana, con i voti che si aggirano intorno a 8/10. Everyeye.it ha elogiato l'ambientazione sottolineando come ricordi i migliori titoli di Valve.
| Testata                          | Giudizio |
| -------------------------------- | -------- |
| Metacritic (media al 27-10-2020) | 84/100   |
| IGN (ITA)                        | 8/10     |
| Everyeye.it                      | 9/10     |
| Multiplayer.it                   | 8.5/10   |
| Eurogamer (ITA)                  | 8/10     |
| GameSource                       | 86/100   |
| Gamesvillage                     | 8.5/10   |